# Saint-Armel (Morbihan)
Saint-Armel (bret. Sant-Armael) – miejscowość i gmina we Francji, w regionie Bretania, w departamencie Morbihan.
Według danych na rok 1990 gminę zamieszkiwało 661 osób, a gęstość zaludnienia wynosiła 83 osoby/km² (wśród 1269 gmin Bretanii Saint-Armel plasuje się na 741. miejscu pod względem liczby ludności, natomiast pod względem powierzchni na miejscu 912.).